# Carseland
Carseland est un hameau (hamlet) du Comté de Wheatland, situé dans la province canadienne d'Alberta.

## Démographie
En tant que localité désignée dans le recensement de 2011, Carseland a une population de 568 habitants dans 208 de ses 223 logements, soit une variation de -3.4% avec la population de 2006. Avec une superficie de 0,637 3 km2, le hameau possède une densité de population de 891,260 0 hab/km2 en 2011.
Concernant le recensement de 2006, Carseland abritait 588 habitants dans 212 de ses 222 logements. Avec une superficie de 0,637 3 km2, le hameau possédait une densité de population de 922,6 hab/km2 en 2006.